# Leighton Baines
Leighton John Baines (nascut l'11 de desembre de 1984) és un futbolista anglès que juga per l'Everton FC i la selecció anglesa.

## Trajectoria
Tot va començar en la posició de carriler esquerra en el Liverpol FC Centre of Exellence. També va jugar en el equip juvenil de Meseyside. El Wolverhampton Wanderes estaven interessats en ell però finalment es va unir al Wigan Athletic.

### Wigan Athletic
Bianes va debutar el 2002 i va ajudar en el equip pujar a la màxima competició anglesa, la Premier League. La temporada 2004-05, Baines va marcar el seu primer gol com a professional.
El febrer de 2005 Baines va renovar amb el Wigan tenint en compte que clubs potents com el Manchester United FC, l'Arsenal FC i l'Everton FC hi estaven interessats.

### Everton
El juliol de 2007, Baines va negar-se a unir-se al Sunderland. El mes següent va rebrer una oferta del Everton i la va acceptar. El cost d'aquesta operació era d'uns 5 milions de lliures (5.948.000 €).
En la seva primera temporada amb els Toffes només se’l va veure jugar en 29 partits en totes les competicions, això és a causa de les seva lesió i a les bones actuacions dels seus companys. En la segona etapa, li va anar millor ja que es va lesionar Yobo i el lateral esquerra Lescott el va substituir en la seva posició, això va fer que Baines jugues a la banda esquerra. El 21 de març, Leighton va marcar el seu primer gol amb el Everton.

## Internacional
Va participar en la selecció sub-21 d'Anglaterra per la classificació a la Eurocopa sub-21. El seu debut va ser en un pertit que es va enfrontar a Austria el setembre de 2004.

## Posició
La seva posició principal és lateral esquerra, però també pot jugar de migcampista esquerra.